# ノウカノタネ
ノウカノタネは農業関連商品・サービスの作成販売を事業内容とする福岡県の企業、もしくはその企業が制作するインターネットラジオ番組の名称

## 概要
- 農業を民主化する
- すべての人が農業にアクセスできる世界

をミッションに掲げ、農業に関する事業を行っている。
メディア事業としては、2014年7月、福岡の若手農家3人である「つるちゃん」こと鶴竣之祐（つる・しゅんのすけ）、「コッティー」こと久保田夕夏（くぼた・ゆうか）、そして「てつ兄」こと毛利哲也（もうり・てつや）が、博多弁でゆるい本音トークを繰り広げるインターネットラジオ番組「ノウカノタネ」を配信開始、農系ポッドキャストの先駆けとなり、直近ではYouTubeチャンネルでも配信を行う。

## 沿革
2014年7月にポッドキャスト番組「ノウカノタネ」の放送を開始した。
その後、追随する若手農家も全国に拡大、2020年末には、「ノウカノタネ」の呼びかけで全国18番組を集めた「農系ポッドキャスト総会議」が開催された。
2022年にはラジオが1日に2-3万再生、Youtubeはチャンネル登録者数3万7千人超に成長した。
- 2014年7月　農系ポッドキャスト「ノウカノタネ」配信開始
- 2018年12月　YouTubeチャンネル「科学的に楽しく自給自足ch」配信開始
- 2021年　Apple Editor’s Choice (APPLE社) 選出[6]
- 2021年3月　Spotify NEXT クリエイター賞(Spotify社) 受賞[6][7]
- 2021年6月　Spotifyオリジナル番組『ベジフル大百科 The CROPS』配信開始[7]
- 2022年2月　日本農業賞 食の架け橋部門(NHK、JA全農) 受賞[8][5]
- 2022年2月　農メディア事業、営農事業、AI開発事業を統合して「ノウカノタネ株式会社」として法人化
- 2022年7月　YouTubeチャンネル「科学的に楽しく自給自足ch」チャンネル登録者数10万人達成